# Kubitzer Bodden

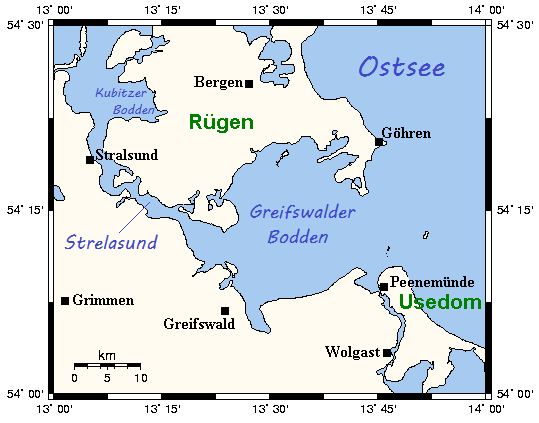
Der Kubitzer Bodden an der Westküste Rügens

Der Kubitzer Bodden ist ein Bodden der Ostsee im südwestlichen Bereich der Insel Rügen. Im Norden wird der Bodden durch die rügensche Halbinsel Lieschow begrenzt. Im Osten und Süden sind die Ufer der Insel Rügen bei Dreschvitz, Samtens und Rambin die natürlichen Grenzen. Seine westliche Begrenzung bildet die gedachte Linie zwischen dem Bessiner Haken bei Bessin im Süden und der Landspitze der Halbinsel Lieschow im Norden. Am Bessiner Haken befindet sich ein Leuchtfeuer.
Seine größte Tiefe hat der Kubitzer Bodden im Bereich der Fahrrinne vor der Ortschaft Rugenhof mit ca. 3,5 m. Im zentralen und westlichen Bereich des Boddens schwanken die Wassertiefen zwischen 2 und 3 m. Die ufernäheren Zonen haben Tiefen von ca. 1,5 m. Die Schifffahrtsrinne, der sogenannte „Schwarze Strom“, verläuft in der Mitte des Boddens in West-Ost-Richtung.
Benannt wurde der Bodden nach dem auf Rügen am Bodden liegenden Ummanzer Ortsteil Groß Kubitz. Der Bodden ist Teil des Nationalparkes Vorpommersche Boddenlandschaft und er gehört zu den Westrügener Bodden.
Im Osten des Boddens liegt die Insel Liebitz.
Das Finnwalskelett von 1825 im Meeresmuseum Stralsund stammt von einem 1825 im Kubitzer Bodden gestrandeten Wal.
Koordinaten: 54° 24′ 0″ N, 13° 11′ 0″ O